# 欧文·托尔伯格
欧文·托尔伯格（英語：Irving Thalberg，1899年5月30日—1936年9月14日），好莱坞制片人。虽然去世的时候年仅37岁，但是他所制作的影片却流传久远。美国电影学会在他死后特别设立了以他的名字命名的欧文·G·托尔伯格纪念奖，这个奖项旨在鼓励那些制作了许多高品質影片的制片人。

## 生平
在托尔伯格还是婴儿的时候，他的母亲就已经从医生那得知他患有先天性的心脏缺陷，医生估计他可能活不过30岁。儿童时期他体弱多病，不过却非常聪明而且好学。有人认为他后来之所以能获得电影上的成就跟他热爱读书熟悉故事结构有很大关系。高中毕业以后他没有上大学而是利用家里的关系去做了一名秘书，他的雇主卡尔·拉姆勒是环球电影公司的老板。由于托尔伯格具有聪明的头脑，同时又非常善于把握大众的喜好，他在21岁那年就当上环球电影公司的生产主管。他做的最大贡献之一，就是确立了以制片人为核心的电影生产模式，取代了以前的导演核心模式，制片人模式后来也被好莱坞电影公司广泛接受。24岁那年他离开了环球公司，部分原因是他跟卡尔·拉姆勒的女儿恋爱失败，之后他加入了路易·B·梅耶的制片公司。这家公司后来合并成了米高梅公司，托尔伯格也因此成为了米高梅公司的制片主管，而梅耶则主要负责管理工作，两人的合作使得米高梅成为当时最出色的好莱坞公司。不过，他最终和梅耶产生了矛盾，当他的薪水超过了原先的老板梅耶后这一矛盾激化了。两人的风格并不相同，托尔伯格对影片的质量要求非常严格，甚至不惜重拍电影。而梅耶则更加喜欢拍摄大场面大制作，更容易吸引观众的电影。1932年他因为心脏问题去欧洲做疗养，等他回来后发现梅耶已经篡夺了他的位置并把他降为部门生产主管。1936年9月14日，体弱多病的托尔伯格因肺炎去世。在他生前他的名字从未出现在电影里，而在他死后才有两部电影写上了他的名字。

## 延伸阅读
- Flamini, Roland. Thalberg: The Last Tycoon and the World of M-G-M (1994)
- Marx, Samuel. Mayer and Thalberg: The Make-believe Saints (1975)
- Thomas, Bob. Thalberg: Life and Legend (1969)
- Vieira, Mark A. Irving Thalberg's M-G-M. New York: Harry N. Abrams, 2008.
- Vieira, Mark A. Irving Thalberg: Boy Wonder to Producer Prince. Berkeley: University of California Press, 2009.